# Кавар, Дина
Дина Кавар (араб. دينا قعوار‎, род. 8 декабря 1962, Амман, Иордания) — иорданская женщина-дипломат. Посол Иордании в США с 27 июня 2016 года. Постоянный представитель Иордании при ООН в 2014—2016 гг. Посол Иордании во Франции в 2001—2013 гг.

## Биография
Родилась 8 декабря 1962 года в Аммане.
Училась в Миллс-колледже, частном женском учебном заведении в Окленде в штате Калифорния. Получила степень бакалавра по международным отношениям. Затем получила степень магистра по международным отношениям в Колумбийском университете. С 1986 по 1987 год посещала Центр международных отношений Уэтерхеда Гарвардского университета.
С 15 ноября 2001 года — посол Иордании во Франции, одновременно постоянный представитель в специализированном учреждении Организации Объединенных Наций по вопросам образования, науки и культуры (ЮНЕСКО) и при Святом Престоле в Ватикане с 2002 года. Также занимала пост нерезидента в Португалии с 2005 по 2013 год.
19 августа 2014 года назначена постоянным представителем Иордании при ООН. Сменила принца Зеида Раада аль-Хуссейна, назначенного Верховным комиссаром ООН по правам человека. Возглавляла иорданскую делегацию во время непостоянного членства Иордании в Совете Безопасности ООН с 2014 по 2015 год и стала первой арабской женщиной, которая когда-либо председательствовала в Совете.
С 27 июня 2016 года — посол Иордании в США.
Владеет арабским, французским и английским языками.

## Награды
Награждена Орденом Независимости первого класса в 2003 году королём Абдаллой II. Дама Большого Креста Ордена Святого Григория Великого (2004). Получила португальскую медаль Афонсу Энрикеша первого класса (2009). Командор Ордена Почётного легиона (2013).